# Нови свет (филм)
Нови свет (енгл. The New World), је историјска, биографска филмска драма у режији и по сценарију Теренса Малика из 2005. године.
Филм приказује оснивање насеља Џејмстаун у Вирџинији и инспирисан је историјским личностима капетаном Џоном Смитом, принцезом Покахонтас из племена Похатани и Енглезом Џоном Ролфом.

## Радња
Године 1607. енглеска компанија Лондон Вирџинија (London Virginia Company) изнајмила је три брода са циљем да траже благо на новим територијама Америке. Ту, на обалама реке Џејмс, основали су град Џејмстаун. Капетан Џон Смит организује експедицију тражења хране преко реке Чикахомини. Међутим, експедицију нападају Индијанци Похатани, који убијају све, осим самог Џона Смита, који је заробљен у село, где ће упознати ћерку поглавице Похатана, Покахонтас.
Покахонтас (чије име се не помиње) убеђује свог оца да је Смит човек добрих намера и да га пусти да живи. Иначе, ова аутохтона принцеза се лудо заљубљује у заробљеника, који је остављен у слободном транзиту у граду и учи обичаје домородаца. Смит обећава да ће остати само до пролећа.
После дужег боравка у граду, враћа се у Џејмстаун, када се враћа проналази своју праву стварност и контраст духа између људи новог света и свог.
Зима је кобна за Енглезе и они почињу да гладују, када је ситуација узнемирујућа, Похатани предвођени аутохтоном принцезом спашавају их од умирања од глади доносећи им храну, Покахонтас такође тражи да види свог љубавника, али он помиње да не би требало имати поверења. Покахонтас не схвата поруку.
Долази пролеће и Похатани схватају да Енглези немају намеру да оду. У међувремену, Покахонтас је протерана из сопственог села и тражи свог вољеног Џона Смита, али он је послат у Њуфаундленд и сматрају га мртвим. Покахонтас трпи несрећу и остаје сироче у селу где се жена брине о њој и према њој се односи са пажњом.
Нови пионир по имену Џон Ролф (Кристијан Бејл) се заљубљује у њу и на крају се венчавају.
Годинама касније Покахонтас (сада крштена Ребека) чује да Смит живи и да је у Енглеској. Њен муж објављује да га је краљ позвао да се састане са њом у Енглеској, она пристаје да оде тамо да живи са далеком надом да ће видети Смита.
Она ће отпутовати у Енглеску и бити представљена на суду, где је добро примљена према њеном пореклу. У тој земљи ће поново срести Џона Смита (сусрет који њен муж промовише у нади да ће бити мирна ако га поново види), који је на крају разочара. Након тог састанка, Смит заувек нестаје и Ребека наставља живот са супругом и сином.
Али убрзо оболи од белог човека (малих богиња) и умире. Ребека је сахрањена у Енглеској, а нешто касније Џон Ролф и његов син одлазе у Америку.